# سوپر بیس
سوپر بیس (به انگلیسی: Super Bass) ترانه‌ای از رپر ترینیدادی نیکی میناژ می‌باشد که در نسخهٔ دیلاکس نخستین آلبوم استودیویی وی تحت عنوان جمعهٔ صورتی (۲۰۱۰) قرار دارد. این پنجمین آهنگ از آلبومش است که در ماه مه سال ۲۰۱۱ منتشر شد. سوپر بیس از ابتدا با نظر مثبت منتقدان به عنوان یک آهنگ خوب هیپ هاپ و سبک الکترونیک و کسب رتبه سوم در فهرست بیلبورد توانست معروفیت جهانی کسب کند. موزیک ویدئوی این آهنگ توسط سنا حمری که یک کارگردان موزیک ویدئو و اصالتاً مراکشی است ، ساخته شد.
در موزیک ویدئو میناج با حالت شوخی در میان گروهی از مردان متلک میفرستد و آنان با وسایل مختلف به رنگ صورتی درمی آیند. به نظر منتقدان در کل این ویدئو در توصیف مانند "یک چشم آبنباتی" به یاد می آید و در کل نظر مثبت بسیاری را به خود جلب کرد.